# Erwin Steiner
Erwin Steiner (* 25. Dezember 1893 in München; † 9. Januar 1953 ebenda) war ein deutscher Maler.

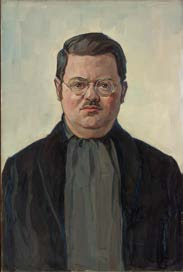
Selbstbildnis (1934)

## Leben
Steiner war der Sohn von Joseph Georg von Steiner, der Staatssekretär im bayerischen Staatsministerium für Unterricht und Kultus war. Erwin Steiner unterrichtete bereits im Alter von 13 Jahren selbst in der Zeichenklasse des Ludwigsgymnasiums in München und wurde noch vor dem Abitur 1910 an der Königlichen Kunstgewerbeschule in München als Student aufgenommen. Steiner stellte regelmäßig in den Kunstvereinen in Augsburg, Nürnberg und München aus und war bereits 1914 in der Ausstellung im Münchner Glaspalast vertreten. Seit 1913 war er Mitglied der Münchener Künstlergenossenschaft und ab 1914 studierte er an der Akademie der Bildenden Künste in München bei Hermann Groeber und Carl von Marr.
Steiner widmete sich in seiner Malerei hauptsächlich Stillleben und Landschaften. Er schuf jedoch auch Porträts mit neusachlicher Tendenz. Darüber hinaus verfasste er Kurzgeschichten und Drehbücher, illustrierte eigene Geschichten, fertigte Bühnentanz-Entwürfe und interessierte sich besonders für den Film.
1922 heiratete Steiner Gisela Ehrlich (1892–1987), Tochter des ungarischen Schriftstellers und Redakteurs Wilhelm Wolfgang (Vilmos) Ehrlich (1857–1929). 1938 wurde Steiner aus der Reichskulturkammer ausgeschlossen. Mit einer Sondergenehmigung konnte er nun nur noch Bilder an Privatpersonen verkaufen und durfte nicht mehr öffentlich ausstellen. Seine Frau wurde als Jüdin 1941 zur Zwangsarbeit verpflichtet; die Ehe mit Erwin Steiner bewahrte sie aber wohl vor der Deportation, während zwei ihrer Schwestern nach Oxford emigrierten und ihre Mutter im KZ Auschwitz umgebracht wurde. 1944 wurde das Haus des Ehepaars Steiner zerstört, zahlreiche Gemälde gingen dabei verloren. 1951 konnte das Ehepaar das wiederaufgebaute Wohnhaus beziehen.

## Vermächtnis
1987 wurde die Erwin und Gisela von Steiner-Stiftung gegründet. Die Mittel der Stiftung basieren auf dem Vermächtnis von Gisela von Steiner, der Witwe von Erwin Steiner.

## Ausstellungen (Auswahl)
- 1922/23: Galerie Heinemann, München
- 1936: 50 Jahre Münchner Landschaftsmalerei, Neue Pinakothek, München
- 1953: Gedächtnisausstellung Galerie Schöninger, München
- 1963: Gedächtnisausstellung Galerie Wolfgang Gurlitt, München
- 1987: Städtische Galerie im Lenbachhaus, München

## Schriften
- Das Nachtlicht und das Teuferl. Eine wahre Begebenheit. In: Fliegende Blätter. Bd. 48 (1928), Nr. 4351, 21. Dezember 1928, S. 309f. (Digitalisat).